# Ulla von Brandenburg
Ulla von Brandenburg, née en 1974 à Karlsruhe, est une artiste allemande, photographe, peintre et performeuse. Elle vit et travaille à Paris. 
Elle montre son travail internationalement et fait partie des quatre finalistes nommés au prix Marcel-Duchamp en 2016.  

## Formation
Ulla von Brandenburg a été formée en Allemagne à la Staatliche Hochschule für Gestaltung Karlsruhe en scénographie. Elle a également étudié les arts plastiques à l'Hochschule für bildende Künste Hamburg.

## Démarche artistique
Le travail de Ulla von Brandenburg est inspiré de la littérature, du théâtre et de la psychanalyse. Elle s'intéresse à l'iconographie du XIXe siècle, à l'histoire de la technologie et à la révolution industrielle. 
Elle utilise une grande diversité de médiums et de techniques, parmi lesquels le film, la performance, le théâtre, la peinture murale, le dessin ou encore les agencements de tissus. Ulla von Brandenburg déclare en effet que « l’idée d’une œuvre [lui] vient en même temps que le format approprié à cette œuvre ».   
Si elle privilégie le noir et blanc pour ses films, c'est dans la couleur que s'expriment ses œuvres plastiques. Une couleur architecturale pour ses rideaux, installations de tissus, tableaux de rubans aux tissus chatoyants ou encore papiers de couleurs découpés. Une couleur estompée pour ses aquarelles de personnages fantomatiques.    
Les œuvres d'Ulla von Brandenburg soulèvent la question de la représentation et c’est à travers le modèle et le langage du théâtre et de la scénographie qu’elle construit nombre de ses projets. Les éléments scéniques, les rideaux de la Commedia dell'Arte, les costumes d'Arlequin, etc., sont autant de références qui permettent à ses œuvres de passer de la réalité à la fiction ou l'illusion.       
Ses installations se déploient comme des décors que l’on perçoit souvent par l’envers et dans lesquels on pénètre à travers des rideaux. Le rideau est un motif fondamental de son travail qu'elle décrit ainsi : « Comme le miroir a deux côtés, celui qui nous reflète et celui qui se cache derrière, le rideau a deux côtés. Au cirque on peut le replier en tout petit et le déplier pour en tirer un chapiteau. J’aime camoufler ou changer l’espace avec des moyens pauvres ou très simples pour créer un ailleurs. Le tissu est le moyen idéal, pas cher, facile à transporter, modulable. C’est une matière nomade. ».
L'autre motif récurrent de son travail est la forêt, présente dans ses films (le film Chorspiel) et ses œuvres en papiers peints découpés. Comme pour le rideau, ce motif ne fait pas référence à une chose en particulier, mais tient pour elle « autant de Wagner et de l'Allemagne que de Tarkovski et d'une culture commune. Partout elle correspond à un univers, aux contes, à l'inconscient... ».
Ses performances, en public ou filmées, révèlent les différentes facettes du travail d’Ulla von Brandenburg : elle en écrit les textes et les chants, en dessine les décors et les costumes et en choisit et dirige les comédiens.
En février 2019, une exposition au Musée régional d'Art contemporain Occitanie, à Sérignan (Hérault), présente ses portraits de femmes engagées, savantes et militantes.

## Expositions personnelles
- 2005 : 
  - Künstlerstätte Schloss Bleckede, Allemagne
  - Der Brief, installation dans l'espace public, Berlin
  - I am making a crazy quilt and I want your face for the center, Pavilion Project, Montreal
  - Fuenf sind’s doch schon im ersten Spiel, Trottoir, Hamburg
- 2006 : 
  - Cinq milliards d’années, Module 1, Palais de Tokyo, Paris
  - Kunsthalle Zürich
- 2007 : 
  - Karo Sieben, Galerie Art: Concept, Paris
  - Brief Oder Neuigkeiten, Produzentengalerie, Hambourg
- 2008 : 
  - Whose beginning is not, nor end cannot be, Dublin
  - Project Space PS1, New York
  - Art Unlimited, Art 39 Bâle
  - Passengers: 1.8: Ulla Von Brandenburg, CCA Wattis Institute for Contemporary Arts, San Francisco
  - Ulla von Brandenburg ? Wo über dem Grün ein rotes Netz liegt, Düsseldorf
  - La Maison, Docking Station project Space au Stedelijk Museum, Amsterdam
- 2009
  - Name or Number, Plateau - Frac Île-de-France, Paris
  - Wagon Wheel, Pilar Corrias Gallery, Londres
  - Chisenhale Gallery, Londres
- 2010 : 
  - Neue Alte Welt, Galerie Art: Concept, Paris
  - Chorspiel, Lilith Performance Studio, Malmö, Suède
  - K21 Kunstsammlung Nordrhein-Westfalen, Düsseldorf
  - Galerie Saint-Séverin, Paris
- 2011 : 
  - Das Versteck des W.L, Produzentengalerie, Hambourg
  - Vitrine de l’Antenne, Frac Île-de-France, Paris
  - Neue Alte Welt, The Common Guild, Glasgow
- 2012 : 
  - Mirrorsong, Pilar Corrias Gallery, Londres
  - Le Chevalier inexistant, Rosascape, Paris

- 2013 : 
  - Death of a King au Palais de Tokyo [8], Paris
  - Die Straße, Galerie Art: Concept, Paris
  - Innen ist nicht Aussen, Secession, Vienne [9],[10]
  - Kunstpreis Finkenwerder, Kunsthaus, Hambourg
  - Prospectif Cinéma, Centre Pompidou, Paris
  - Das Wertesck des W.L, Kunsthalle, Hamburger
  - Gleich, Gleich, Gleich, Kiosk, Gent, Belgique
  - Eigenschatten - Ombra Propria, Monitor, Rome
  - Following the Signs, Herzliya Museum, Herzliya, Israël
- 2014 : 
  - 24 Filme, kein Schnitt, MAMCO, Genève [11]
  - Inside is not outside, Kunstverein Hanovre
- 2015 : 
  - Zuvor wie Vorher, Produzentengalerie, Hambourg
  - Baisse-toi montagne, Lève-toi vallon au Kaaitheater, Bruxelles [12]
  - Gestern ist auch morgen und heute ist wie hier, Kunstverein Kassel [13]
  - Kalns, grimsti ! Ieleja celies ! (Baisse-toi montagne, Lève-toi vallon), kim? Contemporary Art Centre, Riga, Lettonie [14]
  - Ulla von Brandenburg : Objects Without Shadow, Pilar Corrias Gallery, Londres
  - Sink down mountain, Rise up valley, Performa, New York [15]

- 2016 :
  - Orange meets blue, Kasia Michalski Gallery, Varsovie, Pologne[16]
  - Sink down mountain, Rise up valley, The Common Guild, Glasgow, Royaume-Uni [17]
  - Manchmal Ja, manchmal Nein, Haus Konstruktiv, Zürich, Suisse [18]

- 2020 : 
  - Das Was Ist, Palais de Tokyo, Paris

## Prix
- Begabtenstipendium der Dietzte-Stiftung, 2003
- Reisestipendium, Verein für Neue Kunst in Hamburg Stipendium Künstlerstätte Schloss Bleckede, 2005
- Juergen-Ponto-Stipendium, 2006
- Kunstpreis der Böttcherstraße in Bremen, 2007
- Finkenwerder Art Prize, 2013[19]
- En 2016, elle fait partie des quatre finalistes nommés au prix Marcel-Duchamp[1]